# Hrynhent
Hrynhent (auch hrynhendr, hrynjandi háttr oder liljulag) ist die Bezeichnung für ein skaldisches Versmaß. Es ist eine Variante des Dróttkvætt, dem Hauptversmaß der Skalden, und entstand wahrscheinlich unter dem Einfluss kirchlicher Dichtung aus West- und Südeuropa.

## Aufbau
Das Hrynhent besteht wie das Dróttkvætt aus silbenzählenden Zeilen, die durch Stab- und Binnenreime verbunden werden. Die Eigenheit des Hrynhent ist dabei die Verwendung von acht Silben pro Verszeile (im Dróttkvætt waren es nur sechs).
| Mágnús hlýð til máttigs óðar, mangi veit ek fremra annan; yppa ráðumk yðru kappi, Jóta gramr, í kvæði fljótu. Haukr réttr es þú, Hörða dróttinn, hverr gramr es þér stórum verri, meiri verði þinn an þeira þrifnuðr allr, unz himinn rifnar. Hrynhenda 1, von Arnórr jarlaskáld | Anvers, Langzeile 1 Abvers Anvers, Langzeile 2 Abvers Anvers, Langzeile 3 Abvers Anvers, Langzeile 4 Abvers Gliederung | 8 Silben | Magnus höre mächtige Dichtkunst. Vieles weiß ich vor anderen. Ich will eure Tapferkeit, König der Jüten, in einem fließenden Gedicht preisen. Gerechter Habicht bist du, König der Norweger. Kein König ist größer oder mächtiger als du, Gedeihen aller, bis der Himmel birst. Übersetzung frei nach Insley |  |

Jede Halbzeile besteht aus genau acht Silben. Die Stäbe sind nach dem Schema 1 2 || 3 4 auf die Langzeilen verteilt. Die Binnenreime (Zeile acht beispielsweise: þrif - rif) halten die Verse zusätzlich zusammen.
Das Hrynhent verfügt zudem über einen wohl aus kirchlicher Dichtung übernommenen trochäischen Rhythmus. Im Dróttkvætt waren nur die letzten beiden Silben trochäisch. Im Hrynhent wird er nun über den gesamten Vers ziemlich regelmäßig ausgestreckt.

## Verwendung
Das Metrum liegt in seiner reinsten Form in einem Preisgedicht auf Magnus den Guten vor, der sogenannten Hrynhenda oder Magnusdrápa, das der Skalde Arnórr jarlaskáld verfasste. Es stammt aus dem 11. Jahrhundert. Das Preisgedicht Eiríksdrápa von Markús Skeggjason ist ebenfalls im Hrynhent und widmet sich dem König Erik. In dieser Tradition wurden immer wieder Gedichte im Hrynhent verfasst. Nach einem der letzten, der Lilja von Eysteinn Ásgrímsson (1345), wurde das Versmaß auch liljulag genannt.